# 鲁本·法因
鲁本·法因（英語：Reuben Fine，1914年10月11日—1993年3月26日），美国国际象棋棋手、心理学家。
法因为国际象棋特级大师，是20世纪30年代中期至50年代初世界上最顶尖的棋手之一。他曾在三次国际象棋奥林匹克中获得五枚奖牌（包托四枚金牌），并七次（1932年、1933年、1934年、1935年、1939年、1940年、1941年）获得美国公开赛冠军。
法因于1932年毕业于纽约市立学院。第二次世界大战结束后，他获得南加州大学心理学博士学位。此后他不再以下棋为主业，开始从事心理学研究，并曾出版过多部心理学专著。